# Kara (Togo)
Pour les articles homonymes, voir Kara.
Kara est une ville située dans le nord du Togo, à environ 423 km au nord de Lomé, la capitale du pays. Elle est le chef-lieu de la région de la Kara et se trouve au carrefour de deux routes commerciales importantes : la route nord-sud reliant Ouagadougou à Lomé, et la route est-ouest reliant Bassar à Djougou et Parakou au Bénin.

## Urbanisme
Kara a connu un développement significatif à partir des années 1970, en grande partie grâce à l'influence de l'ancien chef d'État togolais, Gnassingbé Eyadéma, originaire du village voisin de Pya. La ville s'est développée autour du village initialement connu sous le nom de Lama-Kara,.

## Démographie
La population de Kara était de 94 878 habitants selon le recensement de 2010. La ville est principalement habitée par le groupe ethnique Kabiyè, bien que d'autres groupes soient également présents.

## Économie
L'économie de Kara repose principalement sur l'agriculture de subsistance, avec des cultures telles que le maïs, le manioc, les ignames, le sorgho, le mil et l'arachide. Le coton est également cultivé en tant que culture de rente. La ville dispose de plusieurs hôtels, dont l'Hôtel Kara, l'Hôtel de l'Union et l'Hôtel de la Concorde, qui contribuent au secteur tertiaire,,.

## Enseignement
La ville abrite l'Université de Kara, créée en 2004, qui contribue à l'éducation et à la formation de la jeunesse togolaise.

## Religion
La ville compte principalement des lieux de culte chrétiens, notamment des églises catholiques, évangéliques presbytériennes et baptistes. De nombreux habitants étant musulmans, il existe également plusieurs mosquées.

## Personnalités liées à la ville
Kara est également connue pour être la ville natale de Gnassingbé Eyadéma, président du Togo de 1967 jusqu'à son décès en 2005.

## Géographie

### Localisation
La ville est au pied du massif montagneux du pays kabiyé. Kara se trouve à une altitude d'environ 400 m. La rivière Kara divise la ville en deux parties. Il y a la partie nord et la partie sud. Généralement la précision est faite seulement quand on parle de Kara sud. Le centre de la ville se retrouve dans la partie nord.
| Niamtougou | Pya                 | Ouaké (Bénin)       |
| Kabou      | Kara                | Sèmèrè II (Bénin)   |
| Bassar     | Chaîne de l'Atacora | Chaîne de l'Atacora |

La ville est traversée par la rivière Kara, qui constitue sa principale source d'eau. Elle est située à une altitude d'environ 400 mètres, au pied de la chaîne de montagnes de l'Atacora.

## Histoire
Kara est une ville dont l'histoire est étroitement liée à la colonisation allemande. À l'origine, elle était une extension du village de Lama, près d'un pont traversant la rivière Kara, construit par les Allemands en 1902. Cette infrastructure marqua le début du développement de la localité, alors appelée : "Lama-Kara".
La ville a connu une évolution administrative et démographique rapide, particulièrement à partir des années 1970, sous la présidence de Gnassingbé Eyadéma, originaire du village voisin de Pya. Son influence a favorisé le développement de Kara, qui est devenue un centre politique et économique majeur du pays.
En 1982, la ville a officiellement adopté le nom de Kara, abandonnant l'appellation coloniale de Lama-Kara. Depuis lors, elle continue de jouer un rôle central dans la région, notamment en tant que chef-lieu de la région de la Kara, créée le 18 septembre 1965.
Aujourd'hui, Kara est reconnue pour son dynamisme culturel et économique, tout en conservant des traces de son passé colonial, visibles à travers certains édifices et infrastructures hérités de cette époque.

## Langues
Kara est une ville multiculturelle et multilingue. Outre le français, langue officielle du Togo, le kabiyè est la langue principale. Il est également courant d'entendre le tem, le zarma, le haoussa, le yoruba et l'igbo, notamment dans le grand marché de la ville.

## Transport
La route est le seul moyen d'arriver à Kara. Actuellement, plusieurs structures privées font le transport des passagers un peu partout au Togo. Plusieurs sociétés de transport desservent la ville de Kara et ses environs. Ces sociétés utilisent des bus de 20 places et plus et couvrent pour la plupart le trajet de Kara à Lomé.
Kara est desservie par plusieurs lignes de bus internationales reliant Lomé, Ouagadougou et Niamey. L'aéroport international de Niamtougou, situé à 40 kilomètres au nord de Kara, est en cours de développement pour améliorer les liaisons aériennes,.
| N° | Nom de la société | Destinations                        |
| -- | ----------------- | ----------------------------------- |
| 1  | RAKIETA           | Kara                                |
| 1  | RAKIETA           | Dapaong                             |
| 1  | RAKIETA           | Lomé                                |
| 2  | LK                | Dapaong                             |
| 2  | LK                | Kara                                |
| 2  | LK                | Lomé                                |
| 3  | Adji transport    | Kara                                |
| 3  | Adji transport    | Lomé                                |
| 4  | ETVT              | Kara Lomé Dapaong Ouagadougou Niger |
| 5  | Falk transport    | Kara                                |
| 5  | Falk transport    | Lomé                                |
| 6  | ETRAB             | Kara                                |
| 6  | ETRAB             | Dapaong                             |
| 6  | ETRAB             | Lomé                                |
| 7  | SOLIM-SEROU       | Kara                                |
| 7  | SOLIM-SEROU       | Lomé                                |

## Culture

### Rites et danses traditionnelles

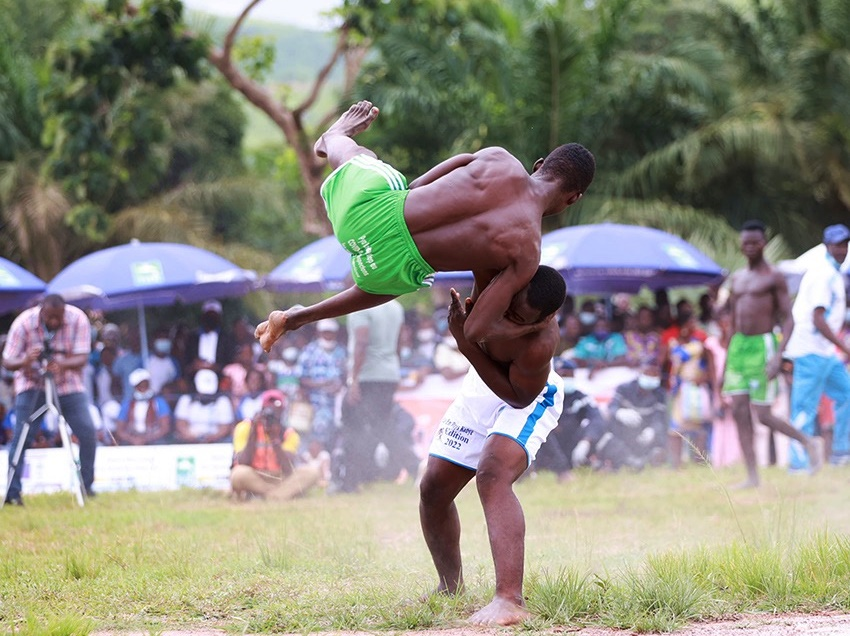
Evala

Chaque année se déroule dans la préfecture de la Kozah les cérémonies d'initiation des jeunes, appelée Evala pour les jeunes hommes et Akpéma  pour les jeunes filles. Evala est une épreuve de lutte traditionnelle au  nord du Togo. Cette cérémonie est une étape du rite d'initiation du jeune Kabyè et marque le passage de ce dernier à l'âge adulte. Elle est considérée comme étant la plus grande fête du pays kabyè. Cette pratique est fortement médiatisée et attire énormément de touristes. Akpéma marque le passage de la jeune fille kabyè à la femme au sein de la communauté. Cette cérémonie est faite aux jeunes filles vers l'âge de 18 ans.
En matière de danse, il en existe plusieurs : Habyè, Kamou, Tchimou.
Chaque année en juillet, Kara accueille un tournoi traditionnel de lutte, première étape du rite d'initiation masculine Kabiyè vers l'âge adulte. Ces tournois sont organisés par quartier, village et canton, et le chef de l'État assiste traditionnellement aux finales.

### Architecture
Au point de vue architectural, le palais des congrès de Kara est le plus connu. Mis à part le palais des congrès, l'ancien pont peut retenir l'attention des visiteurs. Ce dernier date du temps de la colonisation allemande.
Parmi les édifices architecturaux notables de la ville figurent la salle des congrès et la cathédrale Saint-Pierre-et-Saint-Paul.

## Éducation
| N° | Établissements                     | Date ouverture | Quartiers    | Coordonnées GPS  |
| -- | ---------------------------------- | -------------- | ------------ | ---------------- |
| 1  | EPP Tomdè                          |                | Tomdè        | 9.55213, 1.20022 |
| 2  | EPP Tchintchinda                   |                | Tchintchinda | 9.54636, 1.2065  |
| 3  | EPP Yéou                           |                | Yéou         | 9.55493, 1.21395 |
| 4  | EPP lama-Feing                     |                | lama-Feing   | 9.56717, 1.2135  |
| 5  | EPP kara-centre                    |                | kara-ville   | 9.54463, 1.19027 |
| 6  | EPP Dongoyo                        |                | Dongoyo      | 9.54388, 1.17752 |
| 7  | CRETEFP                            |                | Shell 2      | 9.58023, 1.17233 |
| 8  | CEG Kara ville                     |                | Kara-ville   | 9.54344, 1.19158 |
| 9  | CEG Camp Landja                    |                | Camp Landja  | 9.57369, 1.17339 |
| 10 | CEG Tomdè                          |                | Tomdè        | 9.55624, 1.20631 |
| 11 | CEG kara-Sud                       |                | kara-Sud     | 9.53471, 1.19563 |
| 12 | Lycée Kara-Sud                     |                | kara-Sud     | 9.53424, 1.19591 |
| 13 | Lycée kara I                       |                | Téloudè      | 9.55463, 1.1828  |
| 14 | Lycée kara II                      |                | Tomdè        | 9.56101, 1.20487 |
| 15 | l'Université de Kara (Campus Sud)  | 2004           | kaou yèlèlè  | 9.53067, 1.20832 |
|    | l'Université de Kara (Campus Nord) | 2004           | Pya          | 9.68821, 1.12786 |

### Structures éducatives privés et confessionnelles
| N° | Établissement                               | Type d'Établissement | Date d'ouverture | Quartier   | Coordonnées GPS |
| -- | ------------------------------------------- | -------------------- | ---------------- | ---------- | --------------- |
| 1  | École privée la Fraternité                  | Privée               |                  | Dongoyo    |                 |
| 2  | École privée le Savoir                      | Privée               |                  | Dongoyo    |                 |
| 3  | Collège Militaire Eyadema                   | Para-publique        |                  | Tchitchao  |                 |
| 4  | Collège Militaire Eyadema-Branche Technique | Para-publique        |                  | Lama-feing |                 |
| 5  | École privée Solidarité                     | Privée               |                  | Tomdè      |                 |
| 6  | Collège Chaminade                           | Confessionnelle      | 1958             | Chaminade  |                 |
| 7  | Institut Polytechnique Ricardo              | Privée               |                  | Tomdè      |                 |
| 8  | École privée El-Nour                        | Privée               |                  | Tomdè      |                 |
| 9  | Collège Solidarité                          | Privée               |                  | Tomdè      |                 |

## Lieux de cultes

### Liste des lieux de cultes
| N° | Dénomination                                                                       | Type d'église         | Quartier   | Coordonnées GPS  |
| -- | ---------------------------------------------------------------------------------- | --------------------- | ---------- | ---------------- |
| 1  | Paroisse Saint-Pierre-et-Paul de Kara                                              | Chrétienne Catholique | Cathédrale | 9.55265, 1.1886  |
| 2  | Paroisse Christ-Sauveur de Tomdè                                                   | Chrétienne Catholique | Tomdè      | 9.55974, 1.20394 |
| 3  | Église Évangélique Presbytérienne du Togo (Communion mondiale d'Églises réformées) |                       |            | 9.54939, 1.19235 |
| 4  | Convention baptiste du Togo (Alliance baptiste mondiale)                           |                       |            |                  |
| 5  | Living Faith Church Worldwide                                                      |                       |            |                  |
| 6  | Redeemed Christian Church of God                                                   |                       |            |                  |
| 7  | Assemblées de Dieu                                                                 |                       |            |                  |